# Tamayo Marukawa

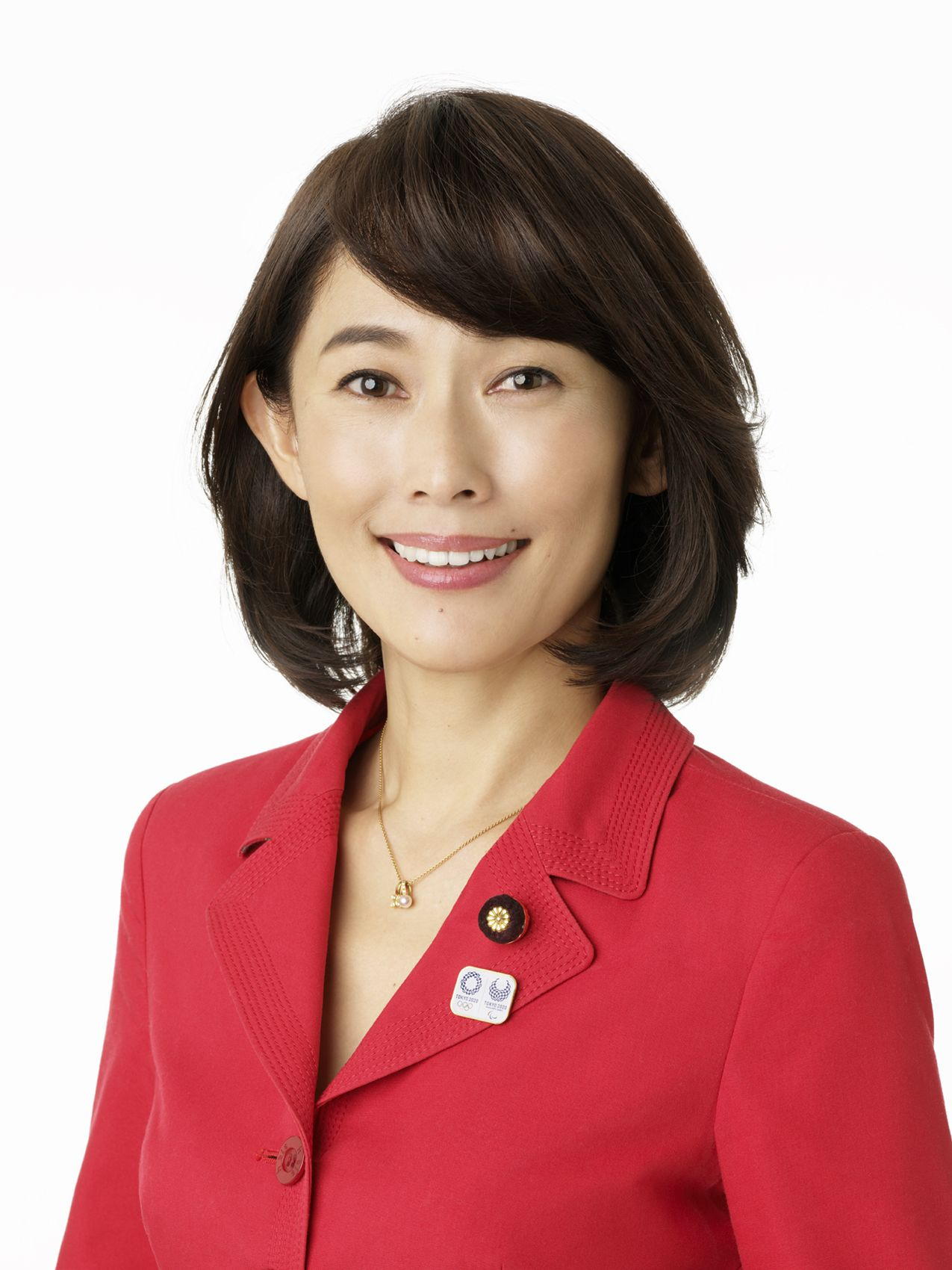
Tamayo Marukawa (2021)

Tamayo Marukawa (jap. 丸川 珠代, Marukawa Tamayo, eigentlich 大塚 珠代, Ōtsuka Tamayo; * 19. Januar 1971 in Kōbe, Präfektur Hyōgo) ist eine japanische Politikerin der Liberaldemokratischen Partei (LDP, darin bis zur Auflösung Abe-Faktion). Von 2007 bis 2024 vertrat sie die Präfektur Tokio im Oberhaus des Nationalparlaments und war unter anderem Umwelt- und Olympiaministerin.

## Leben
Marukawa wurde nach ihrem Abschluss an der wirtschaftswissenschaftlichen Fakultät der Universität Tokio Mitarbeiterin von TV Asahi, für das sie ein Jahr im New Yorker Büro tätig war. 2007 verließ sie das Unternehmen, um bei der bevorstehenden Oberhauswahl 2007 in die Politik zu wechseln.
Sie kandidierte in der Präfektur Tokio, die erstmals fünf Abgeordnete ins Oberhaus wählte, als eine von zwei LDP-Kandidaten neben Amtsinhaber Sanzō Hosaka. Marukawa erzielte mit 11,7 % den vierthöchsten Stimmenanteil, während Hosaka mit 11,0 % nur den sechsten Platz erreichte und damit eine Wiederwahl verfehlte. Bei den Wahlen 2013 und 2019 erhielt sie jeweils über 1 Million Stimmen und den klar höchsten Stimmenanteil.
Von 2012 bis 2013 war sie für das zweite Kabinett von Shinzō Abe parlamentarische Staatssekretärin (daijin seimukan) im Sozial- und Arbeitsministerium. Von 2015 bis 2016 war sie im zum ersten Mal umgebildeten Kabinett Abe Umweltministerin. Im August 2016 folgte sie Toshiaki Endō als Ministerin für die Olympischen und Paralympischen Spiele 2020, die letztlich erst 2021 stattfanden. 2017 wurde sie durch Shun’ichi Suzuki abgelöst. Nachdem Olympiaministerin Seiko Hashimoto im Februar 2021 an die Spitze des Organisationskomitees für die Olympischen Spiele wechselte, erhielt Marukawa die Position im Kabinett Suga erneut und blieb bis Oktober 2021 im Amt.
Bei der Unterhauswahl 2024 versuchte Marukawa als LDP-Kandidatin im neu zugeschnittenen Wahlkreis 7 der Präfektur den Kammerwechsel; ihr Oberhausmandat verlor sie damit zu Wahlkampfbeginn automatisch. In der Folge des Kickback-Skandals um die Abe- und weitere LDP-Faktionen war sie von einer Doppelkandidatur bei der Verhältniswahl ausgeschlossen. Im Ergebnis unterlag sie im Wahlkreis Tokio 7 mit 27,1 % der Stimmen dem KDP-Kandidaten Akihiro Matsuo (41,9 %).

## Familie
Ihr Ehemann ist der 2024 abgewählte LDP-Unterhausabgeordnete Taku Ōtsuka (zuletzt Abe-Faktion, Wahlkreis Saitama 9, früher: Verhältniswahlblock Tokio), den sie 2008 heiratete.